# Blackford (Kumbria)
Blackford – wieś w Anglii, w Kumbrii. Leży 7 km na północ od miasta Carlisle i 426 km na północny zachód od Londynu.